# 므왐바
므왐바(링갈라어: mwǎmba, 콩고어: muamba 무암바, 포르투갈어: moamba 모암바[*], 프랑스어: moambe 모앙브[*], moambé 모앙베[*]) 또는 녬브웨(미예네어: nyembwe)는 기름야자의 과육에서 얻은 소스이다. 팜크림(영어: palm cream) 또는 팜버터(영어: palm butter)로 불리기도 한다.

## 만들기
기름야자 열매를 끓여서 절구에 찧은 뒤, 물을 타서 잘 섞고 체에 밭는다. 껍질과 씨앗 등을 체로 걸러내고, 밭은 물을 약불에서 오래 끓이면 므왐바가 된다.

## 요리
가봉, 앙골라, 콩고 공화국, 콩고 민주 공화국 등 중앙아프리카 국가에서 므왐바를 활용한 닭고기 요리가 국민 음식으로 여겨진다. 닭고기 므왐바 요리가 가봉에서는 풀레 녬브웨로 불리며, 앙골라에서는 모암바 드 갈리냐로, 콩고 공화국과 콩고 민주 공화국에서는 풀레 모앙브로 불린다.

## 같이 보기
- 기름야자 수프